# Macrocentrus ancylivora
Macrocentrus ancylivora är en stekelart som beskrevs av Sievert Allen Rohwer 1923. Macrocentrus ancylivora ingår i släktet Macrocentrus och familjen bracksteklar. Inga underarter finns listade i Catalogue of Life.